# Benyamen Atas
Benyamen "Benjamin" Atas, eller Hans Eminens Dioscoros Benyamin Atas, född 3 januari 1966 i Beth Kustan, Turkiet, är en ärkebiskop inom den syrisk-ortodoxa kyrkan. Benyamin Atas leder Patriarkaliska ställföreträdarskapet för syrisk-ortodoxa kyrkan i Sverige, vars domkyrka är Sankt Efraims-katedral i Södertälje. I maj 2018 valdes han till ny ordförande för Sveriges kristna råd.

## Biografi
Atas flyttade som barn till Sverige med sin familj. Han studerade i gymnasiet[var?] och växte upp i Stockholmsförorten Rinkeby. 1988 påbörjade han sin munkutbildning vid Mor Efrems klostret i Nederländerna. Den 11 februari 1996 vigdes Atas till biskop i den Syrisk-ortodoxa kyrkan Damaskus av Patriarken Ignatius Zakka I Iwas för det Patriarkaliska ställföreträdarskapet för syrisk-ortodoxa kyrkan i Sverige. Atas bor i Södertälje.

## Engagemang
År 2014 valdes Atas till ordförande för Sveriges Kristna råd (SKR) och efterträdde Anders Wejryd, ärkebiskop Svenska kyrkan.
Ärkebiskopen uppmanade den svenska regeringen i ett debattinlägg att ensamt eller tillsammans med andra stater och EU att undsätta och evakuera de mest utsatta kristna minoriteterna från IS kontrollerade områden i Irak och Syrien. Han uppmanade även turkiska staten att bilda en sanningskommission om folkmordet, i likhet med Försonings- och sanningskommissionen som bildades i Sydafrika och som avsåg de övergrepp gjorda av apartheidregimen.  I ett brev till samtliga EU-parlamentariker, inför dess omröstning år 2016 gällande det pågående folkmordet på kristna av Islamiska Staten, vädjade Atas om ett erkännande.